# Jan van Huysum
Jan van Huysum, ou Huijsum, (Amsterdã, 15 de abril de 1682 - Amsterdã, 8 de fevereiro de 1749) foi um pintor neerlandês.
Era filho do pintor Justus van Huysum e irmão de outro pintor, Jacob van Huysum. Metade da sua obra é dedicada a paisagens fantásticas, e outra metade é de naturezas-mortas florais.